# Катастрофа C-130 під Патікулом
Катастрофа C-130 військово-повітряних сил Філіппін (PAF) під Патікулом сталась 4 липня 2021 року розбився після спроби приземлитися в аеропорту Джоло в Сулу, Філіппіни. З 53 летальними випадками, з яких 50 людей були в літаку і 3 на землі, цей інцидент став найбільш смертоносною авіаційною подією у військовій історії Філіппін, четвертою за кількістю смертей на території Філіппін і другою за кількістю смертей у 2021 році після рейсу Sriwijaya Air Flight 182.

## Передумови

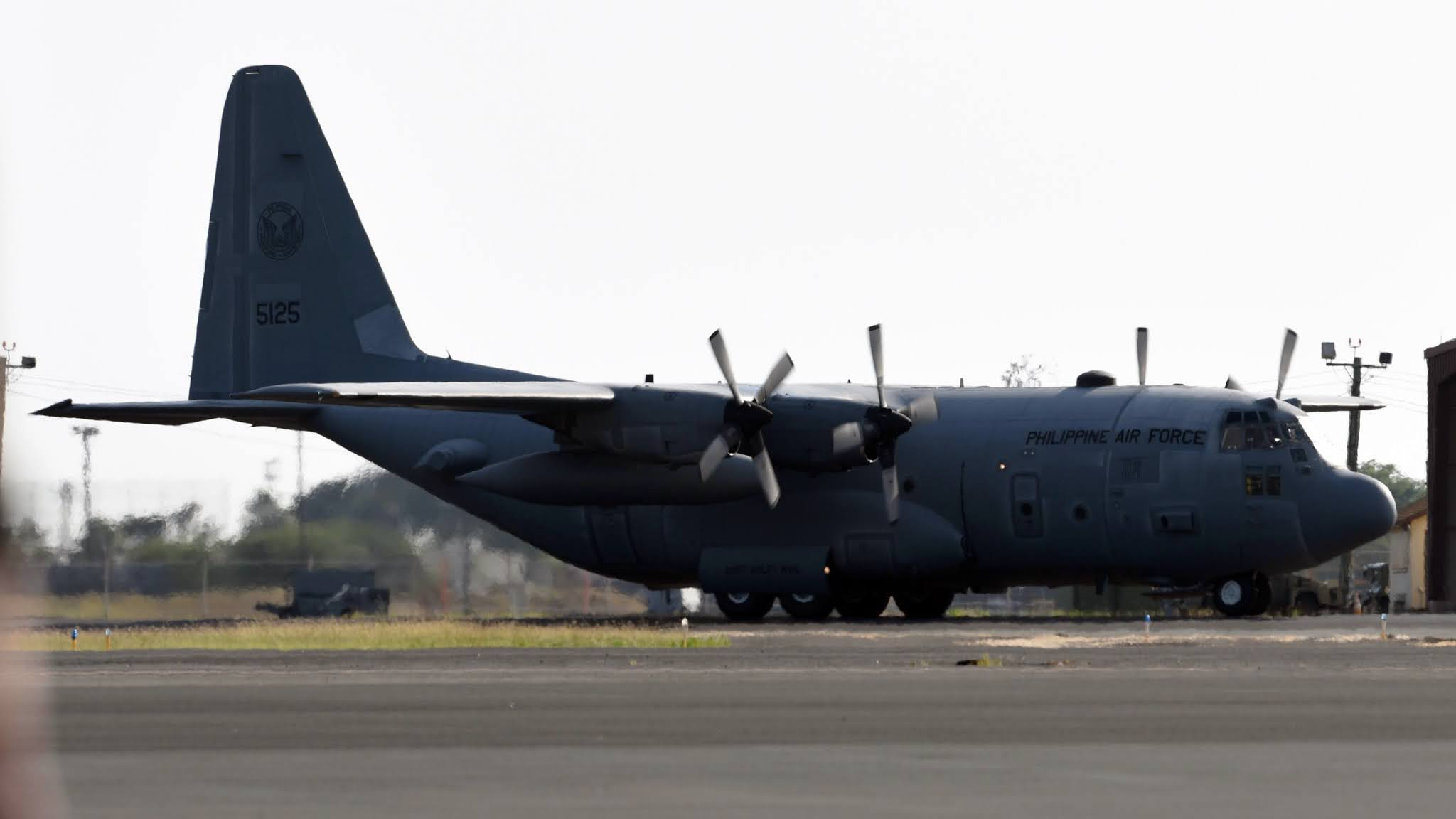
Літак на об'єднаній базі Перл-Харбор-Хікам у січні 2021 року

В інциденті брав участь літак Lockheed C-130H Hercules ВПС Філіппін (PAF) з бортовим номером 5125. Колишній літак ВПС Сполучених Штатів, який перебував на озброєнні з лютого 1988 року, він був придбаний PAF через грант Управління США з питань співробітництва в галузі оборони та безпеки в січні 2021 року. Філіппінські військові стверджують, що літак був у хорошому стані та мав 11 000 годин нальоту до наступного технічного обслуговування. До катастрофи у PAF є ще три C-130; два C-130 перебувають на технічному обслуговуванні та ремонті в Португалії та один C-130 у робочому стані.

### Пасажири та екіпаж
На момент катастрофи на борту перебували 104 військовослужбовці; у тому числі 3 пілоти та 5 інших екіпажів. 50 військовослужбовців прийшли з навчального підрозділу 4-ї піхотної дивізії Філіппінської армії з Малайбалая, Букіднон. На борту також було п'ять військових машин. Солдати на борту мали посилити 11-ту піхотну дивізію, що базується в Джоло, яка слідкує за групою Абу Сайяф, що діє в цьому районі.
У липні 4 січня 2021 року літак злетів з авіабази Вілламор у Пасаї та попрямував до аеродрому Лумбія в Кагаян-де-Оро . З Кагаян-де-Оро літак транспортував особовий склад до Джоло, Сулу. Об 11:30 ранок За філіппінським часом (UTC+08:00), літак розбився після спроби приземлитися в аеропорту Джоло. Літак вилетів за межі злітно-посадкової смуги, впав у сусідньому муніципалітеті Патікул і загорівся.
50 військовослужбовців, які перебували на борту, включно з пілотом і 3 цивільними особами на землі, загинули, а 46 осіб на борту та 4 цивільних особи на землі отримали поранення. 3 загиблих серед мирних жителів причетні до робітників кар’єру. Ця авіакатастрофа є найбільшою в історії авіаційною катастрофою ВПС Філіппін, перевершивши катастрофу Douglas C-47 Skytrain 1971 року у Флорідабланці, Пампанга, яка забрала життя 40 людей.